# Historia del uniforme del Caracas Fútbol Club

## Historia y evolución

### Primer uniforme
Con la fundación del equipo en 1967, la junta directiva acordó que el uniforme sería camiseta blanca, short azul marino y medias blancas, como segundo uniforme adoptaron camisa vinotinto, short blanco y medias blancas (los mismos colores de la Selección Nacional).

### Origen del color rojo
La mayoría de las fuentes concuerdan en que el color rojo empleado en el uniforme del Caracas F.C. hace referencia a los colores del Bayern de Múnich ya que el propietario del equipo, Guillermo Valentiner, era simpatizante de este equipo alemán. Lo cierto es que una vez que la Organización Deportiva Cocodrilos toma el mando del equipo en 1989, el uniforme ha mantenido una similitud en cuanto a los colores usados, resalta principalmente el rojo por el cual reciben su apodo. Actualmente el equipo posee tres uniformes oficiales siendo estos el titular y dos de visitante.
Desde 2018, Caracas FC es dotado por la marca venezolana RS Performance desde el equipo en primera división hasta las categorías menores, tanto en los equipos masculinos como en los equipos femeninos. Para la temporada 2012-2013 el uniforme pasa a ser completamente rojo, emulando el equipamiento del conjunto que ganó el primer título de liga. También volvió el uniforme negro.
- Primera vestimenta: franela roja, short negro, medias negras.
- Segunda vestimenta: franela blanca, short blanco, medias blancas.
- Tercera vestimenta: franela negra, short negro, medias negras.

### Evolución del uniforme

#### Titular
| 1967 | 1987 | 1988 | 1993 | 1994 | 1995 | 1996-1997 | 1998-1999 | 2000 | 2001 | 2003-2004 |

| 2004-2005 | 2005-2006 | 2008-2009 | 2009-2010 | 2010-2011 | 2011-2012 | 2012-2013 | 2013-2014 | 2015-2016 | 2017 | 2018 |

| 2020 | 2021 | 2022 | 2024 |

#### Visitante
| 1994 | 1996-1997 | 2001 | 2003-2004 | 2004-2005 | 2008-09 | 2009-2010 | 2011-2012 | 2014-2016 | 2017 | 2018 |

| 2020 | 2021 | 2022 | 2024 |

#### Alternativo
| 2008-2009 | 2012-2013 | 2014-2016 | 2017 | 2020 | 2021 | 2022 | 2024 |

### Indumentaria
| Periodo       | Proveedor  |
| ------------- | ---------- |
| 1991-1994     | Adidas     |
| 1995-1997     | Puma       |
| 1998-1999     | Topper     |
| 2000-2002     | Puma       |
| 2003-2009     | Runic      |
| 2010-2017     | Adidas     |
| 2018-2024     | RS         |
| 2025-presente | Zeus Sport |